# Henri Jaton
 (décembre 2021).
Henri Jaton, né le 25 novembre 1906 à Peney-le-Jorat et mort le 23 octobre 1976 à Lausanne, est un musicien, chef de chœur et critique musical vaudois.

## Biographie
Henri Jaton reçoit une éducation musicale dès son plus jeune âge. Il suit une formation complète au Conservatoire de Lausanne : théorie musicale, direction, piano et orgue, auprès de grands professeurs comme Charles Lassueur, Emile-Robert Blanchet, Aloys Fornerod, Alexandre Denéréaz et Paul Klecki.
En 1939, il intègre le corps professoral du Conservatoire de Lausanne où il enseigne le piano et l'histoire de la musique, avant de se consacrer pleinement à la critique musicale. La même année, il entre à la Radio suisse romande en tant que chroniqueur musical : il y restera trente-sept ans. Il assume également la responsabilité de la rubrique musicale de la Tribune de Lausanne dès 1953, et devient le rédacteur en chef de la Revue musicale de Suisse romande et de la Gazette musicale du Conservatoire de Lausanne.
Passionné par la musique chorale, Henri Jaton dirige des chœurs et occupe le poste d'organiste des églises du Saint-Rédempteur et du Valentin. Il est aussi maître de chapelle au Sacré-Cœur d'Ouchy et à Saint-Maurice à Pully. Il assure la présidence de la Société vaudoise de musique durant plusieurs années et devient délégué romand de l'Association suisse des chœurs de dames.
En 1963, la ville de Bayreuth honore Henri Jaton de la Médaille d'or Richard Wagner. Il fait également partie des membres fondateurs du Cercle romand Richard Wagner fondé en 1976. 
Un fonds Henri Jaton a été créé à la Bibliothèque cantonale et universitaire-Lausanne.

## Sources
- « Henri Jaton », sur la base de données des personnalités vaudoises sur la plateforme « Patrinum » de la Bibliothèque cantonale et universitaire de Lausanne.